# Panoias (Ourique)
Pour les articles homonymes, voir Panoias.
Panoias ou Panóias est une ancienne paroisse civile portugaise (en portugais : freguesia) de la municipalité d'Ourique dans le district de Beja.
La loi no 11-A/2013 du 28 janvier 2013, portant réorganisation administrative du territoire des freguesias, fusionne Panoias avec la paroisse voisine de Conceição pour former l’União das freguesias de Panoias e Conceição (dont le siège est à Panoias).